# دستگاه اعداد پایه ۸
| hex  | dec   | oct   | 3 | 2 | 1 | 0 | گام |
| ---- | ----- | ----- | - | - | - | - | --- |
| 0hex | 0dec  | 0oct  | 0 | 0 | 0 | 0 | 0   |
| 1hex | 1dec  | 1oct  | 0 | 0 | 0 | 1 | 1   |
| 2hex | 2dec  | 2oct  | 0 | 0 | 1 | 0 | 3   |
| 3hex | 3dec  | 3oct  | 0 | 0 | 1 | 1 | 2   |
| 4hex | 4dec  | 4oct  | 0 | 1 | 0 | 0 | 7   |
| 5hex | 5dec  | 5oct  | 0 | 1 | 0 | 1 | 6   |
| 6hex | 6dec  | 6oct  | 0 | 1 | 1 | 0 | 4   |
| 7hex | 7dec  | 7oct  | 0 | 1 | 1 | 1 | 5   |
| 8hex | 8dec  | 10oct | 1 | 0 | 0 | 0 | F   |
| 9hex | 9dec  | 11oct | 1 | 0 | 0 | 1 | E   |
| Ahex | 10dec | 12oct | 1 | 0 | 1 | 0 | C   |
| Bhex | 11dec | 13oct | 1 | 0 | 1 | 1 | D   |
| Chex | 12dec | 14oct | 1 | 1 | 0 | 0 | 8   |
| Dhex | 13dec | 15oct | 1 | 1 | 0 | 1 | 9   |
| Ehex | 14dec | 16oct | 1 | 1 | 1 | 0 | B   |
| Fhex | 15dec | 17oct | 1 | 1 | 1 | 1 | A   |

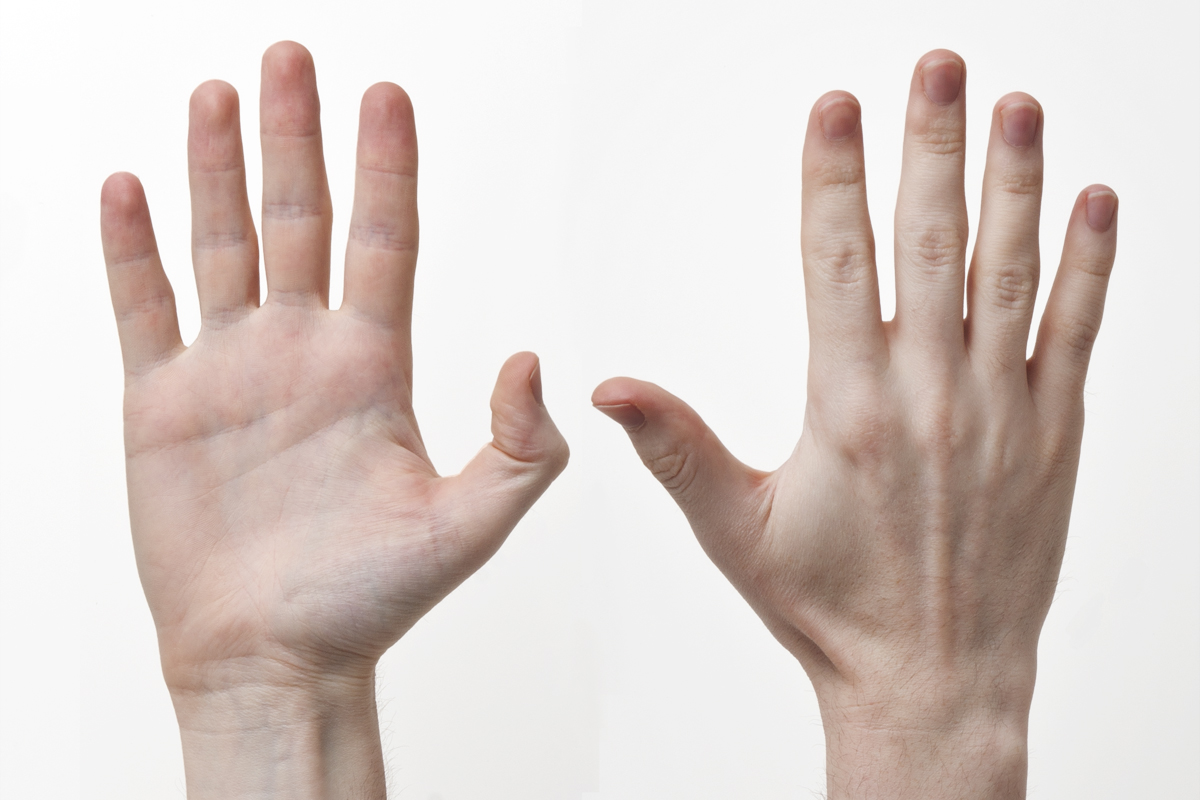
دستگاه اعداد پایه هشت بر اساس حالت های دست

دستگاه اعداد پایه ۸ یا دستگاه اعداد هشت‌هشتی یا اکتال (به انگلیسی: octal) (به اختصار oct) در دستگاه اعداد به عددها در پایه ۸ گفته می‌شود. در این دستگاه اعداد از رقم‌های ۰−۷ استفاده می‌شود. اعداد هشت‌هشتی را می‌توان از اعداد دودویی بدست آورد، به این گونه که به صورت بسته‌های سه‌تایی از سمت راست جدا می‌کنید. برای مثال، معادل باینری عدد دسیمال ۷۴ برابر ۱۰۰۱۰۱۰ است که اگر گروه‌های سه‌تایی جدا کنید - ۰۱۰|۰۰۱|۰۰۱ - اکتال این عدد برابر ۱۱۲ می‌شود.
در این دستگاه اعداد هر خانه توانی از ۸ را دارد. برای مثال عدد ۱۱۲ در پایه ۸:
۱۱۲۸ = ۱ x 8۲ + ۱ x 8۱ + ۲ x 8۰

## کاربرد

### بومیان آمریکا
زبان یوکی‌ها در کالیفرنیا و پامی‌ها در مکزیک از سیستم اعداد هشت‌هشتی استفاده می‌کنند به دلیل این که آن‌ها به جای این که انگشت‌های خود را بشمرند، فاصلهٔ میان انگشت‌ها را می‌شمرند.

### اروپایی‌ها
در سال ۱۷۱۶ پادشاه سوئد، چارلز دوازدهم، از دانشمند سوئدی امانوئل سویدن برگ خواست تا یک دستگاه اعداد دقیق در پایه ۶۴ به جای ده‌دهی ایجاد کند. سویدن برگ با استدلال بر این که برای مردم استفاده از اعداد در پایه بزرگ ۶۴ مشکل است، استفاده از پایه ۸ را پیشنهاد کرد. در سال ۱۷۱۸ دست‌نوشته‌ای نوشت که منتشر نشد: «En ny räknekonst som omväxlas vid talet 8 istället för det vanliga vid talet ۱۰» («یک حساب (هنر شمارش) جدید که تغییرات در آن به جای عدد ۱۰ در عدد ۸ است.») اعداد ۱ تا ۷ در دستگاه اعداد سویدن برگ به ترتیب (از چپ به راست) برابر حروف لاتین l, s, n, m, t, f, u است. صفر نیز برابر o است. پس برای مثال lo = ۸، so = ۱۶، loo = ۶۴، looo = ۵۱۲ است.

### رایانه
دستگاه اعداد اکتال گاهی اوقات به جای هگزادسیمال در رایانه‌ها استفاده می‌شود. احتمالاً یکی از نقاط عطف این موضوع در مجوز فایل‌ها در سیستم‌عامل‌های مبتنی بر یونیکس و شبه یونیکس است (chmod را ببینید).

## تبدیل به پایه‌های دیگر

### تبدیل ده‌دهی به پایه ۸ (دسیمالبه اکتال)

#### روش تقسیم‌های متوالی عدد به عدد ۸
برای تبدیل اعداد حسابی در پایه ۱۰ به اعداد در پایه ۸ باید عدد اصلی را بر بزرگترین توان ۸ تقسیم کنید و به همین ترتیب تا توان ۱ عدد ۸ ادامه می‌دهید. عدد مورد نظر در پایه ۸ همان خارج‌قسمت تقسیم‌هاست که به ترتیب نوشته شده‌است.
نمونه، تبدیل ۱۲۵۱۰ به اکتال:
۱۲۵ / ۸^۲ = ۱
۱۲۵ - ((۸^۲)x1) = ۶۱
۶۱ / ۸^۱ = ۷
۶۱ - ((۸^۱)x7) = ۵
در نتیجه، ۱۷۵۸ = ۱۲۵۱۰.
نمونه‌ای دیگر، تبدیل ۹۰۰۱۰ به اکتال:
۹۰۰ / ۸^۳ = ۱
۹۰۰ - ((۸^۳)x1) = ۳۸۸
۳۸۸ / ۸^۲ = ۶
۳۸۸ - ((۸^۲)x6) = ۴
۴ / ۸^۱ = ۰
۴ - ((۸^۱)x0) = ۴
۴ / ۸^۰ = ۴
در نتیجه، ۱۶۰۴۸ = ۹۰۰۱۰.

#### روش ضرب‌های متوالی به عدد ۸
برای تبدیل اعداد کسری (اعشاری بدون قسمت صحیح)  در پایه ۱۰ به پایه ۸، عدد اصلی را در ۸ ضرب می‌کنید؛ قسمت صحیح عدد بدست آمده اولین عدد اعشاری بدون قسمت صحیح در دستگاه اعداد اکتال است. با تکرار این روش برای قسمت اعشاری، بقیهٔ اعداد را محاسبه می‌کنید تا زمانی که قسمت اعشاری صفر شود یا قابل تقسیم کردن نباشد. به نمونه زیر توجه کنید.
نمونه، تبدیل ۰٫۱۶۴۰۶۲۵ به اکتال:
۰٫۱۶۴۰۶۲۵ x ۸ = ۱٫۳۱۲۵ = ۱ + ۰٫۳۱۲۵
۰٫۳۱۲۵ x ۸ = ۲٫۵ = ۲ + ۰٫۵
۰٫۵ x ۸ = ۴٫۰ = ۴ + ۰
در نتیجه، ۰٫۱۲۴۸. = ۰٫۱۶۴۰۶۲۵۱۰
با ترکیبی از این دو روش می‌توانید اعداد گویای پایه ۱۰ را نیز به پایه ۸ تبدیل کنید. به این صورت که قسمت صحیح عدد را با روش اول و قسمت کسری عدد را با روش دوم بدست آورید.

### تبدیل پایه ۸ بهده‌دهی(اکتال به دسیمال)
اعداد هشت‌هشتی را می‌توان از اعداد دودویی بدست آورد، به این گونه که به صورت بسته‌های سه‌تایی از سمت راست جدا می‌کنید. برای مثال، معادل باینری عدد دسیمال ۷۴ برابر ۱۰۰۱۰۱۰ است که اگر گروه‌های سه‌تایی جدا کنید - ۰۱۰|۰۰۱|۰۰۱ - اکتال این عدد برابر ۱۱۲ می‌شود.
در این دستگاه اعداد هر خانه توانی از ۸ را دارد. برای مثال عدد ۱۱۲ در پایه ۸:
۱۱۲۸ = ۱ x 8۲ + ۱ x 8۱ + ۲ x 8۰

### تبدیل پایه ۸ به دودویی (اکتال بهباینری)
برای تبدیل پایه ۸ به دودویی، هر رقم اکتال را با معادل باینری‌اش عوض کنید.
برای مثال تبدیل عدد ۵۱۸ به باینری:
۱۰۱۲ = ۵۸
۰۰۱۲ = ۱۸
در نتیجه، ۰۰۱۲ ۱۰۱ = ۵۱۸.

### تبدیل پایه ۸ به پایه ۱۶ (اکتال بههگزادسیمال)
تبدیل پایه ۸ به پایه ۱۶ در دو مرحله انجام می‌شود. ابتدا اکتال به باینری تبدیل می‌شود و سپس باینری تولید شده به هگزادسیمال تبدیل می‌شود؛ برای تبدیل باینری به هگزادسیمال، گروه‌های چهارتایی درست می‌کنید و مقدار آن را بدست می‌آورید که هر گروه نمایشگر یک رقم هگزادسیمال است.
برای مثال، تبدیل ۱۰۵۷۸ به هگزادسیمال:
تبدیل عدد به باینری:
| ۱   | ۰   | ۵   | ۷   |
| ۰۰۱ | ۰۰۰ | ۱۰۱ | ۱۱۱ |
سپس تبدیل آن به هگزادسیمال:
| ۰۰۱۰ | ۰۰۱۰ | ۱۱۱۱ |
| ۲    | ۲    | F    |
در نتیجه، ۱۰۵۷۸ برابر ۲۲F۱۶ است.

### تبدیلپایه ۱۶به پایه ۸ (هگزادسیمال به اکتال)
برای این تبدیل، وارون عملیات بالا را انجام می‌دهید، یعنی ابتدا پایه ۱۶ را به دودویی تبدیل کرده و سپس آن از دودویی به پایه ۸ تبدیل می‌کنید.